# Sea Dart
Il Sea Dart è un missile britannico missile terra-aria/superficie-superficie costruito dalla British Aerospace a partire dal 1977. Il missile è dotato di statoreattore, come l'abortito missile RIM-55 Typhoon, e come tale ha elevata velocità e oltre 50 km di gittata. Il Sea Dart è stato l'equipaggiamento standard per la difesa aerea, sui cacciatorpediniere Type 42 inglesi e argentini e sui cacciatorpediniere e sempre nella Royal Navy sul cacciatorpediniere Bristol, unico della Classe Type 82 e sulle portaerei della Classe Invincible.
Venne impiegato dalla Royal Navy nella guerra delle Falkland e nella guerra del Golfo. Alle Falkland sarebbe stato impiegato in almeno 24 esemplari contro aerei argentini ed avrebbe ottenuto 8 vittorie, poi ridotte a 5 e successivamente innalzate a 6-7, con incluso anche un elicottero Gazelle britannico vittima del cosiddetto "fuoco amico", che fu colpito da un Sea Dart lanciato dalla Type 42 Exeter.

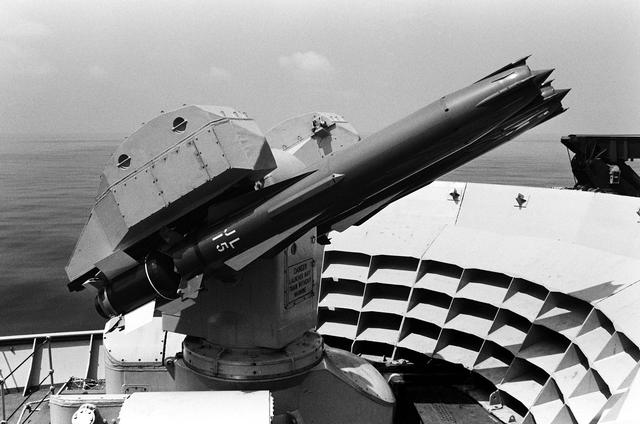
Missili Sea Dart della portaerei HMS Invincible impegnata nell'esercitazione NATO Dragon Hammer '90